# Састре, Льюис
Льюис Састре Реус (исп. Lluís Sastre Reus; род. 26 марта 1986, Бинисалем, Балеарские острова) — испанский футболист, полузащитник.

## Клубная карьера
Састре в 2005 году стал игроком клуба «Барселона C». В 2006 году он перешёл уже во вторую команду «Барселоны». В июле 2007 года Састре перешёл во вторую команду клуба «Реал Сарагоса», уже в августе его отдали в годичную аренду клубу «Уэска» из второго дивизиона чемпионата Испании. После первого сезона контракт с игроком был оформлен на постоянной основе.
В июле 2012 года Састре в статусе свободного агента перешёл в «Вальядолид». В составе этого клуба он два сезона отыграл в испанской Примере. Летом 2015 года Састре перешёл в «Леганес», с которым заключил контракт сроком на два года.
Жена Льюиса Састре родом из Уэски, у них двое детей.